# El Oued (tỉnh)
El Oued (tiếng Ả Rập:  ولاية الوادي) là một tỉnh nằm ở Sahara của Algérie, giáp biên giới với các vùng thủ hiến Tozeur, Kebili và Tataouine của Tunisia. Tên tỉnh này được đặt tên theo tỉnh lỵ El Oued.
Các thị xã quan trọng khác Guemar, Debila, và Robbah.

## Phân chia hành chính
Tỉnh này bao gồm 12 huyện và 30 đô thị. Các huyện bao gồm:
- Djamaâ
- Taleb Larbi
- Debila
- Guemar
- El Meghaier
- Robbah
- Hassi Khelifa
- Magrane
- Reguiba
- Magrane
- El Oued
- Đô thị cấp huyện: Bayadha